# Dantrolène
Le dantrolène est un myorelaxant.
Il agit en bloquant le couplage excitation-contraction dans les cellules musculaires probablement par une action sur les récepteurs de la ryanodine (canaux calciques). Il diminue la concentration de calcium intracellulaire.
Il est utilisé dans le traitement de la spasticité musculaire (par exemple dans les suites d'un accident vasculaire cérébral, chez les paraplégiques, les infirmes moteurs cérébraux et les patients atteints de sclérose en plaques). Il serait utilisé (les preuves de son efficacité sont faibles) dans le traitement des intoxications à l'ectasy, dans le syndrome sérotoninergique [réf. nécessaire], l'intoxication au 2,4-dinitrophénol [réf. nécessaire] et les coups de chaleur.
Il s'est avéré être le seul traitement curatif de l'hyperthermie maligne et il est également utilisé dans le syndrome malin des neuroleptiques. Il est commercialisé sous le nom de Dantrium en Europe et sous le nom de dantrolène en Amérique du Nord.

## Mécanisme d'action
Le dantrolène agit en inhibant la libération de calcium par le réticulum sarcoplasmique des cellules musculaires squelettiques. Il agit en bloquant le couplage excitation-contraction dans les cellules musculaires probablement par une action sur les récepteurs de la ryanodine (canaux calciques) Il diminue la concentration de calcium intracellulaire.

## Histoire
Il a été décrit pour la première fois en 1967 comme un des nombreux dérivés de l'hydantoïne proposé comme une nouvelle classe de relaxant musculaire. Son efficacité dans l'hyperthermie maligne a été découverte en 1975.

## Utilisation en thérapeutique

### Indications
- spasticité musculaire (par exemple dans les suites d'un accident vasculaire cérébral, chez les paraplégiques, les infirmes moteurs cérébraux et les patients atteints de sclérose en plaques).
- intoxications à l'ecstasy,
- syndrome sérotoninergique,
- intoxication au 2,4-dinitrophénol.
- Il s'est avéré être le seul traitement curatif de l'hyperthermie maligne et il est également utilisé dans le syndrome malin des neuroleptiques.

### Efficacité

#### Service médical rendu selon la commission de transparence de la HAS
- modéré dans l’indication « Traitement des formes évoluées de spasticités d’origine pyramidale associées aux hémiplégies, aux paraplégies et à la sclérose en plaques »,
- insuffisant dans l’indication «Prévention de l’hyperthermie maligne peranesthésique ».

### Contre-indication
- pathologie hépatique
- pathologie pulmonaire
- insuffisance cardiaque sévère
- allergie au dantrolène
- allergie au blé
- cas où un tonus musculaire anormalement élevé est nécessaire pour permettre une meilleure fonction, une posture droite ou un équilibre pendant le mouvement (contre-indiction absolue dans la myasthénie)
- grossesse ou allaitement

### Effets indésirables

#### Cerveau
Les effets sur le SNC sont fréquents (troubles du langage et troubles visuels, dépression, confusion, hallucination, céphalées, insomnie, abaissement du seuil épileptogène, agitation ou inversement sédation empêchant la conduite). Quelques cas de dépression respiratoire (avec accès de dyspnée) ont été rapportés.

#### Système digestif
- anorexie, nausée, vomissements, crampes abdominales, diarrhée
- cytolyse hépatique ou cholestase asymptomatique ou hépatite médicamenteuse pouvant être sévère